# Plattitüde
Plattitüde (auch Platitude; in der alten Schreibweise Platitüde) bezeichnet eine abgedroschene Redewendung oder eine belanglose Aussage.
Das Wort ist vom französischen Substantiv platitude entlehnt, abgeleitet vom Adjektiv plat („platt“, „flach“; im übertragenen Sinne „banal“). In der deutschen Sprache wird es als gehobener Ausdruck für einen Gemeinplatz oder eine Binsenweisheit verwendet.